# Schulzke’s Skandal Trupp
Schulzke's Skandal Trupp war eine deutsche Musikband, die von 1973 bis 1983 existierte. Die Gruppe gehörte zu den Pionieren der Hamburger Szene.

## Der Werdegang
Mit ihrem klamaukigen Bühnenprogramm und den skurrilen Liedertexten scharten sie in kurzer Zeit eine eigene Fangemeinde um sich. Hans-Otto Mertens (Manager und Produzent von Otto Waalkes) wurde auf die Gruppe aufmerksam und produzierte ihre erste LP im Frühjahr 1974 bei dem Plattenlabel Rüssl Räckords. Radio- und Fernsehauftritte wie beispielsweise im Kölner Treff mit Alfred Biolek, Musik aus Studio B (1976) oder die Silvestershow Morgen ist heute schon gestern (31. Dezember 1977) machten die Gruppe bundesweit bekannt. Ihre Single Der Offenbarungseid aus dem Jahr 1975 wurde über Jukeboxen zur Kneipenhymne. Auftritte in ganz Westdeutschland waren die Folge.
Die Band reduzierte sich letztlich auf vier Musiker. So entstand dann auch die zweite LP Der Alsterwalzer im Jahr 1977. Mit der Single-Auskopplung Der Schweinetango hatten die vier Schulzkes ihren ersten bundesweiten Hit.
Spontankomik bis hin zur Publikumsbeschimpfung machten dem Namen Skandal Trupp alle Ehre. Ab 1979 produzierte Rainer Felsen – unter anderem Produzent von Klaus und Klaus, Bino und Torfrock – Lieder wie Der Verteilerfinger (1979, gecovert 1992 von Klaus und Klaus) oder Mein Gott, wär’ ich bloß meine Alte los. 1983 löste sich die Musikgruppe auf.

## Die Bandmitglieder
- Kurt Schulzke: Er war Gründer und Bandleader, zudem Pianist, Sänger, Texter, Komponist, Musikproduzent, Grafikdesigner und Kunstmaler.

- Alfred Spohr: Gitarrist, Sänger, Texter, Komponist, Kunstmaler und Lohnbuchhalter. Er lebt in Hamburg und gründete zusammen mit Hans Appold die Country-Joke-Band Die Melker.
- Hans Appold: Schlagzeuger, Waschbrettspieler, Sänger und Offsetdrucker. Er lebt ebenfalls in Hamburg und spielt bei der Band Die Melker Schlagzeug.
- Olu Igenuma: Saxophon, Klarinette, Gitarre, Bass und Komponist. Spielte vorher bei der Band Soulful Dynamics. Lebte bis zu seinem Tod in Hamburg und trat als Solokünstler auf.

Folgende Musiker spielten kurzzeitig bei Schulzkes Skandaltrupp in der Band:

- Albert Lorenzen (Banjo, Gesang)
- Karl-Heinz Popp (Gitarre, Bass, Gesang; spielte u. a. 1975 bis 1976 bei der Rentnerband[3])
- Andreas Kettel (Bass)
- Martin Jahnen (Bass)
- Peter Schmelter (Gesang)

## Alben
- 1975/1976 Schulzke's Skandal Trupp. DNB 35329425X
- 1977 Der Alsterwalzer. DNB 353368024